# Bonasa sewerzowi
Bonasa sewerzowi là một loài chim trong họ Phasianidae.